# Akaflieg München Mü 17
Die Akaflieg München Mü 17 „Merle“ ist ein Segelflugzeug der studentischen Fliegergruppe Akaflieg München, das bei einem Wettbewerb für einen olympischen Einheitssegelflieger den zweiten Platz belegte.

## Geschichte
Ende der 1930er-Jahre gab es Bemühungen, den Segelflugsport als olympische Disziplin zu etablieren. Um jedem Sportler die gleichen Siegchancen zu bieten, musste ein einheitliches Flugzeugmuster benutzt werden. Dazu wurde von der Internationalen Studienkommission für motorlosen Flug (ISTUS) ein Wettbewerb für einen olympischen Einheitssegelflieger ausgeschrieben. 1939 fand in Rom der Ausscheidungswettbewerb statt, bei dem die Mü 17 sich nur der DFS Olympia Meise geschlagen geben musste und den zweiten Platz erreichte. Die Olympischen Spiele in Helsinki, bei denen der Segelflugsport erstmals als olympische Disziplin eingeführt werden sollte, fanden aufgrund des Kriegsausbruchs nicht statt.

## Konstruktion
Der Schulterdecker hat wie in der Münchner Schule üblich einen mit Stoff bespannten Stahlrohrrumpf und Flächen in Holzbauweise. Die gepfeilten Tragflächen bringen die 158 kg leichte Mü 17 bereits bei einer Mindestgeschwindigkeit von 45 km/h in die Luft. Besonderes Augenmerk wurde bei der Konstruktion auf einfache Flugeigenschaften, aber auch auf die Montage und Handhabung gelegt. So verfügt sie beispielsweise über Automatikanschlüsse für die Querruder und Bremsklappen.

## Nutzung
Den beiden von der Akaflieg gebauten Prototypen folgte eine Serie von etwa 60 Mü 17, die von 1941 bis 1944 bei der Flugtechnischen Fertigungsgemeinschaft in Prag gebaut wurden. Keins dieser Flugzeuge hat den Zweiten Weltkrieg überstanden, doch wurden von der Akaflieg München in den Jahren 1960 und 1961 zwei Flugzeuge als Neubauten realisiert, die sich von der ursprünglichen Ausführung geringfügig unterscheiden. Derzeit wird der am 30. Juli 1961 erstmals geflogene zweite Nachbau der Mü 17 „Merle“ mit der Registrierung D-1740 bei der Akaflieg München im Segelflugzentrum Königsdorf als Vereinsflugzeug eingesetzt. Diese wurde 2018 bei einer missglückten Landung am Rumpf beschädigt und bis Juli 2019 wieder repariert.

## Varianten
Während des Krieges gab es Pläne, mit der Mü 19 eine Version der Mü 17 mit einer auf 19 m vergrößerten Spannweite zu entwickeln. Diese Pläne wurden allerdings nicht umgesetzt.

## Technische Daten
| Kenngröße             | Daten                                                                                     |
| --------------------- | ----------------------------------------------------------------------------------------- |
| Besatzung             | 1                                                                                         |
| Länge                 | 7,50 m                                                                                    |
| Spannweite (Breite)   | 15,00 m (3,00 m mit beigeklappten Flächen, 1,10 m mit beigeklappten Flächen und Leitwerk) |
| Höhe                  | 1,06 m (1,40 m mit beigeklappten Flächen)                                                 |
| Flügelfläche          | 13,30 m²                                                                                  |
| Flügelstreckung       | 16,90                                                                                     |
| Pfeilung              | 5°                                                                                        |
| V-Form                | 3°                                                                                        |
| Flächenbelastung      | 19,15 kg/m²                                                                               |
| Rüstmasse             | 160 kg                                                                                    |
| Zuladung              | 95 kg                                                                                     |
| Startmasse            | 255 kg                                                                                    |
| Höchstgeschwindigkeit | 200 km/h                                                                                  |
| Gleitzahl             | 26 bei 58 km/h                                                                            |
| geringstes Sinken     | 0,64 m/s bei 75 km/h                                                                      |
| Bruchlastvielfaches   | 10 g                                                                                      |